# Aéroport international de Wuhan Tianhe
Pour les articles homonymes, voir Tianhe.
L'aéroport international de Wuhan-Tianhe est un aéroport international situé dans le quartier de Tianhe (天河街道), district de Huangpi, à Wuhan, capitale de la province du Hubei, en République populaire de Chine.
Des liaisons aériennes chinoises desservent la majorité des grands aéroports de Chine métropolitaine, ainsi que Hong Kong, et Macao.
À l'international, à compter du 12 avril 2012, il relie directement Paris-Charles-de-Gaulle,  Séoul et Inchon en Corée du Sud, Taipei à Taïwan, le Japon et Singapour.

## Histoire

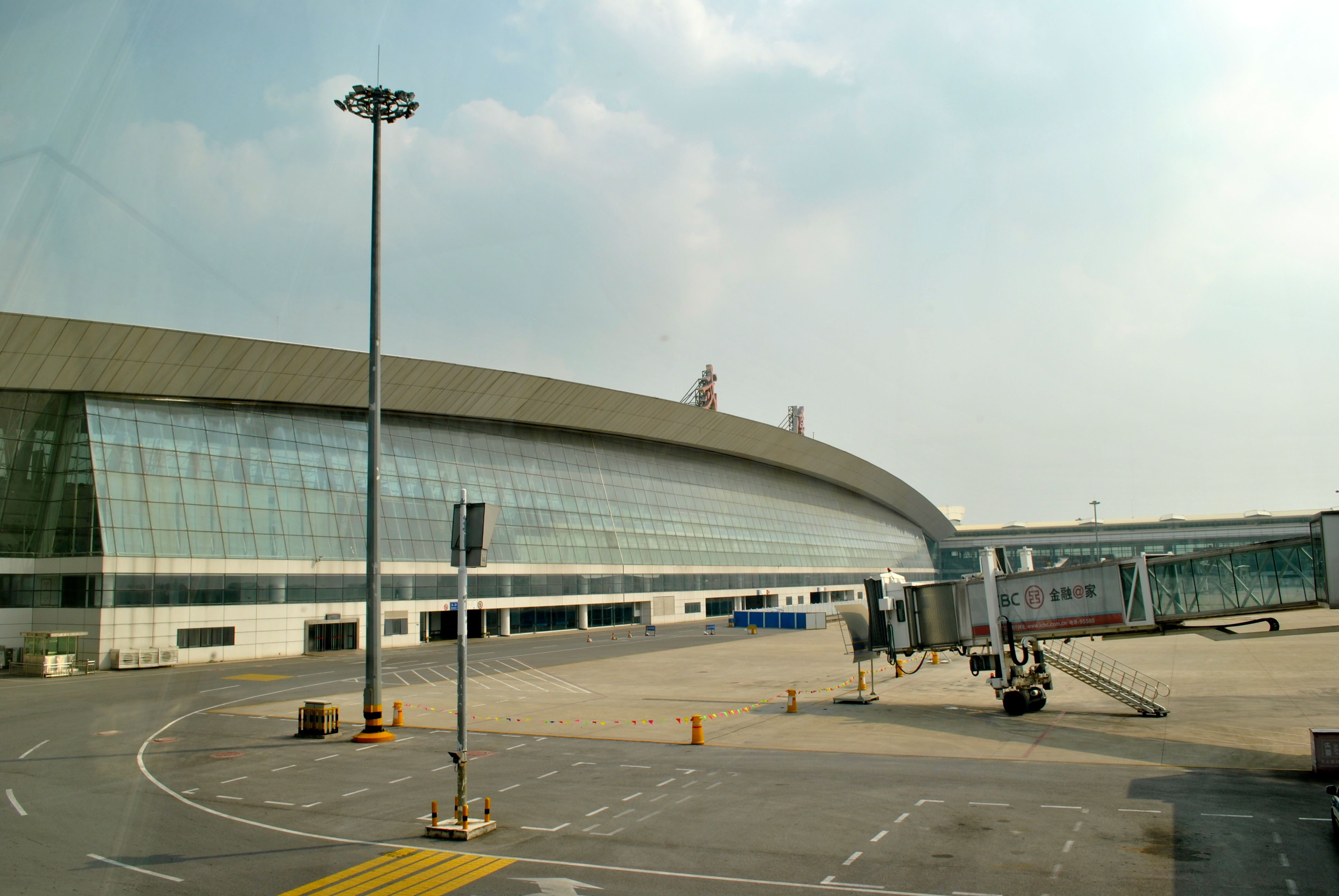
Vue extérieure de l'aérogare.

Le premier juillet 1985, le gouvernement chinois décide de créer un nouvel aéroport à Wuhan, remplaçant celui de Wangjiadun (zh) situé au centre-ville.
La construction de l'aéroport débute le 16 décembre 1990 et se termine le 27 septembre 1994, la fin des travaux est officielle le 28 décembre de la même année.
L'ouverture des lignes civiles débute le 15 avril 1995.
Le 28 novembre 1997, la gestion de l'administration de l'aéroport passe de l'État au service d'aviation civile de la province du Hubei.

Le 18 mai 1998, la société par actions à revenu limité de l'aéroport international de Wuhan Tianhe est créée et le 5 mars 2004, la société de l'aéroport de Pékin capitale en détient 51 % des parts. Le groupe des aéroports de Hubei est créé le 29 décembre de la même année.

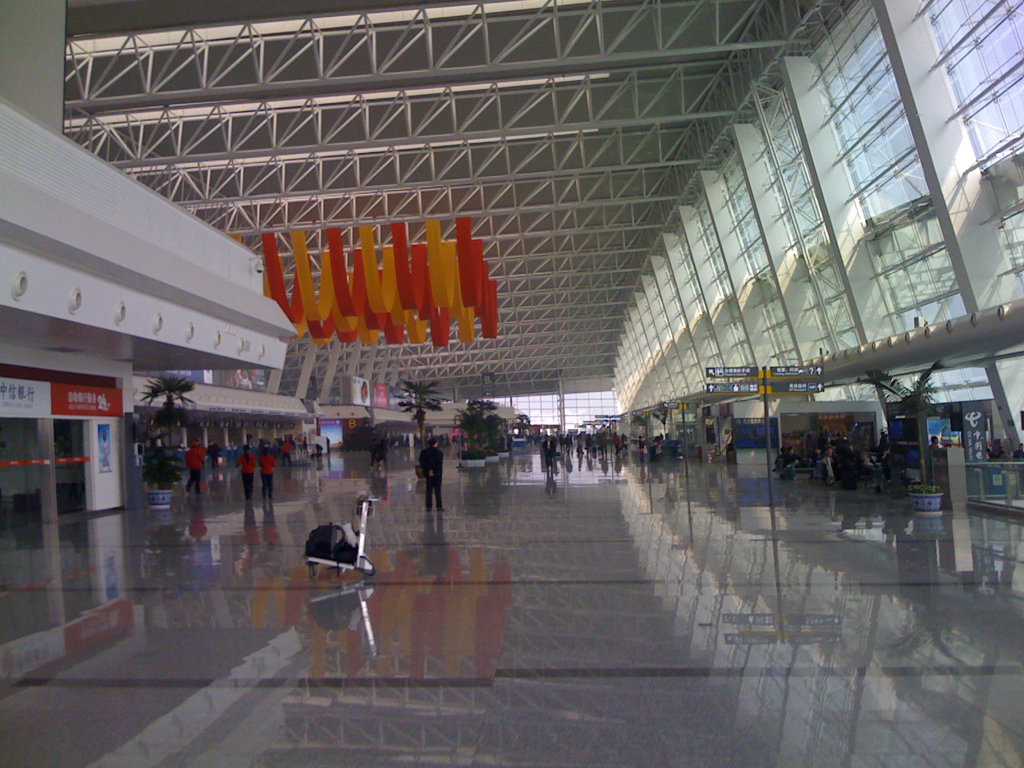
Intérieur du terminal

Le terminal 2 ouvre ses portes le 15 avril 2008, et le terminal 3 en mai 2010.
Air France a annoncé (le 7 novembre 2011) l'ouverture à partir du 11 avril 2012 d'une nouvelle ligne aérienne régulière entre l'aéroport de Paris-Charles-de-Gaulle et celui de Wuhan-Tianhe à raison de 3 vols directs par semaine.
Depuis le 28 décembre 2016, l'aéroport est desservi par la station Tianhe Jichang (« aéroport de Tianhe »), terminus nord de la ligne 2 du métro de Wuhan.
Afin de tenter d'enrayer la propagation de l'épidémie de maladie à coronavirus 2019, l'aéroport a été fermé par les autorités à compter du 22 janvier 2020. Le trafic aérien, international et intérieur, y a donc été totalement interrompu. Il a été rétabli à une date restant à préciser.

## Situation

### Carte des 50 premiers aéroports de Chine
| \| 500 km1:25 016 000 \| Baotou Canton Changchun Changsha Chengdu-CTU Chengdu-TFU Chongqing Dalian Fuzhou Guilin Guiyang Haikou Hailar Hangzhou Harbin Hefei Hohhot Jinan Jinghong Kunming Lanzhou Lhassa Lijiang Nanchang Nankin Nanning Ningbo Pékin · Capitale Pékin · Daxing Qingdao Quanzhou Sanya Shanghaï-Pudong Shanghaï-Hongqiao Shantou-Chaozhou-Jieyang Shenyang Shenzhen Shijiazhuang Taiyuan Tianjin Ürümqi Wenzhou Wuhan Suzhou Xiamen Xi'an Xining Yantai Yinchuan Zhengzhou Zhuhai-Jinwan |
| 500 km1:25 016 000 |

## Statistiques
Pour des raisons techniques, il est temporairement impossible d'afficher le graphique qui aurait dû être présenté ici.

Voir la requête brute et les sources sur Wikidata.

## Compagnies et destinations
| Compagnies                                           | Destinations |
| ---------------------------------------------------- | --- |
| 9 Air                                                | Guiyang |
| AirAsia                                              | Kota Kinabalu |
| AirAsia X                                            | Kuala Lumpur |
| Air China                                            | - Baotou-Donghe, - Pékin-Capitale, - Changchun, - Chengdu-Shuangliu, - Daqing, - Canton-Baiyun, - Guiyang, - Haikou, - Hohhot, - Huizhou Pingtan (en), - Korla, - Lanzhou, - Linfen (zh), - Macao, - Qingdao-Jiaodong, - Shenyang, - Shenzhen-Bao'an, - Surat Thani (en), - Tianjin Binhai, - Ürümqi-Diwopu, - Xiamen-Gaoqi, - Xi'an-Xianyang, - Xilinhot (en), - Zhanjiang-Wuchuan, - Zhuhai |
| Air France                                           | Paris-Charles de Gaulle |
| All Nippon Airways                                   | Tokyo-Narita |
| Beijing Capital Airlines                             | Dalian-Zhoushuizi, Enshi Xujiaping, Haikou, Jinan, Lijiang, Qingdao-Jiaodong, Sanya-Phénix, Shenyang |
| Cambodia Angkor Air                                  | Phnom Penh |
| Cathay Dragon                                        | Hong Kong |
| Chengdu Airlines                                     | Beihai-Fucheng, Chengdu-Shuangliu, Guiyang, Lhassa-Gonggar, Taizhou (Zhejiang) (en) |
| China Airlines                                       | Taïwan-Taoyuan |
| China Eastern Airlines                               | - Beihai-Fucheng, - Pékin-Capitale, - Chengdu-Shuangliu, - Chongqing-Jiangbei, - Dali, - Dalian-Zhoushuizi, - Datong (en), - Enshi Xujiaping, - Fukuoka, - Fuzhou-Chánglè, - Canton-Baiyun, - Guiyang, - Haikou, - Hangzhou-Xiaoshan, - Huai'an, - Shantou-Chaozhou-Jieyang, - Baie de Jinzhou (en), - Kaohsiung, - Kunming-Changshui, - Lanzhou, - Liuzhou, - Luzhou-Yunlong, - Mandalay, - Ningbo, - Ordos Ejin Horo, - Panzhihua, - Qingdao-Jiaodong, - Rizhao Shanzihe (en), - Sanya-Phénix, - Shanghai-Hongqiao, - Shanghai-Pudong, - Shennongjia, - Shenyang, - Shenzhen-Bao'an, - Shiyan Wudangshan (en), - Sydney-K. Smith, - Taïwan-Taoyuan, - Taiyuan-Wusu, - Taizhou (Zhejiang) (en), - Tokyo-Narita , - Ürümqi-Diwopu, - Wenzhou-Longwan, - Xiamen-Gaoqi, - Xi'an-Xianyang, - Xining-Caojiabao, - Yancheng, - Rangoun (Yangon), - Yantai, - Yibin Wuliangye (en), - Yinchuan Hedong, - Yulin (en), - Zhanjiang-Wuchuan, - Zunyi (zh)               |
| China Express Airlines                               | Chongqing-Jiangbei, Dalian-Zhoushuizi, Shiyan Wudangshan (en) |
| China Southern Airlines                              | - Bangkok-Suvarnabhumi, - Pékin-Capitale, - Bole Alashankou (en), - Changchun, - Changzhi-Wangcun (en), - Chengdu-Shuangliu, - Chongqing-Jiangbei, - Dalian-Zhoushuizi, - Dubaï, - Enshi Xujiaping, - Canton-Baiyun, - Guiyang, - Haikou, - Hailar, - Hangzhou-Xiaoshan, - Harbin Taiping, - Hô Chi Minh Ville (Tân Sơn Nhất), - Hohhot, - Hong Kong, - Istanbul, - Shantou-Chaozhou-Jieyang, - Kaohsiung, - Kunming-Changshui, - Lanzhou, - Londres-Heathrow, - Macao, - Moscou Chérémétiévo, - Nagoya-Chūbu, - Nanning, - New York-John F. Kennedy, - Ningbo, Osaka-Kansai, Phuket, - Qingdao-Jiaodong, - Rome Léonard-de-Vinci/Fiumicino, - San Francisco, - Sanya-Phénix, - Séoul-Incheon, - Shanghai-Pudong, - Shenyang, - Shenzhen-Bao'an, - Shiyan Wudangshan (en), - Taïwan-Taoyuan, - Tianjin Binhai, - Tokyo-Narita, - Ürümqi-Diwopu, - Wēihǎi, - Wenzhou-Longwan, - Xiamen-Gaoqi, - Xi'an-Xianyang, - Jinghong Xishuangbanna Gasa, - Yiwu, - Zhuhai |
| China Southern Airlines opéré par Chongqing Airlines | Chongqing-Jiangbei |
| Colorful Guizhou Airlines                            | Bijie-Feixiong (en), Guiyang |
| GX Airlines                                          | Nanning |
| Hainan Airlines                                      | Pékin-Capitale, Haikou, Hohhot, Qingdao-Jiaodong, Sanming (en), Sanya-Phénix, Shenyang, Tongren Fenghuang (en), Ürümqi-Diwopu, Wenzhou-Longwan, Zhuhai |
| I-Fly                                                | Charter : Saint-Pétersbourg-Poulkovo |
| JC International Airlines                            | Sihanoukville |
| Jetstar Pacific Airlines                             | Charter : Cam Ranh |
| Joy Air                                              | Huangshan-Tunxi, Xiangyang-Luiji |
| Juneyao Airlines                                     | Dalian-Zhoushuizi, Huizhou Pingtan (en), Osaka-Kansai, Shanghai-Hongqiao, Shanghai-Pudong |
| Korean Air                                           | Séoul-Incheon |
| Kunming Airlines                                     | Kunming-Changshui, Tengchong Tuofeng (en) |
| Lanmei Airlines                                      | Siem Reap-Angkor, Sihanoukville |
| Lion Air                                             | Charter : Denpasar-Bali, Manado-S. Ratulangi |
| Loong Air                                            | Hangzhou-Xiaoshan, Xingyi (en) |
| Lucky Air                                            | Dalian-Zhoushuizi, Kunming-Changshui, Lijiang, Qingdao-Jiaodong |
| Maldivian                                            | Malé Velana |
| Malindo Air                                          | Kuala Lumpur, Penang |
| Mandarin Airlines                                    | Taïpei-Songshan |
| Okay Airways                                         | Tianjin Binhai |
| Ruili Airlines                                       | Harbin Taiping, Kunming-Changshui, Lanzhou, Dehong Mangshi, Shenyang |
| Scoot                                                | Singapour-Changi, |
| Shandong Airlines                                    | Pékin-Capitale, Guiyang, Jinan, Nanning, Qingdao-Jiaodong, Xiamen-Gaoqi, Yantai, Yinchuan Hedong |
| Shanghai Airlines                                    | Shanghai-Hongqiao, Zhanjiang-Wuchuan |
| Shenzhen Airlines                                    | Hohhot, Lanzhou, Nanning, Quanzhou Jinjiang, Shenyang, Shenzhen-Bao'an |
| Sichuan Airlines                                     | Chengdu-Shuangliu, Chongqing-Jiangbei, Harbin Taiping, Nanning, Nantong Xingdong, Quanzhou Jinjiang, Shennongjia |
| Spring Airlines                                      | Osaka-Kansai |
| Spring Airlines Japan                                | Tokyo-Narita |
| Sriwijaya Air                                        | Charter : Denpasar-Bali |
| Thai AirAsia                                         | Bangkok-Don Muang, Phuket |
| Thai Lion Air                                        | Bangkok-Don Muang |
| Tianjin Airlines                                     | Guiyang, Haikou, Liupanshui (zh), Sanya-Phénix, Xiamen-Gaoqi, Xi'an-Xianyang |
| Urumqi Air                                           | Nagoya-Chūbu , Singapour-Changi, Ürümqi-Diwopu |
| Vietnam Airlines                                     | Charter : Đà Nẵng |
| West Air                                             | Chongqing-Jiangbei, Fuzhou-Chánglè |
| XiamenAir                                            | Fuzhou-Chánglè, Hangzhou-Xiaoshan, Hohhot, Lanzhou, Lijiang, Liuzhou, Mianyang Nanjiao, Nanning, Quanzhou Jinjiang, Taiyuan-Wusu, Tianjin Binhai, Xiamen-Gaoqi, Xining-Caojiabao, Yinchuan Hedong, Zunyi (zh) |

Édité le 02/12/2019